# Hanna (Canada)
Hanna is een stad in de Canadese provincie Alberta en telt 2847 inwoners (2006).

## Bekende inwoners
- Chad Kroeger, zanger van de band Nickelback
- Mike Kroeger, bassist van Nickelback
- Ryan Peake, gitarist en keyboardspeler van Nickelback